# Morelia (gènere)
Morelia és un gènere de serps de la família Pythonidae. Són serps arborícoles que es habiten a Austràlia, Papua Nova Guinea, i Indonèsia. És un gènere amb espècies que van des de 2 a 5 m de longitud.

## Espècies[1]
- Morelia bredli (Gow, 1981)
- Morelia carinata (Smith, 1981)
- Morelia spilota (Lacépède, 1804)
- Morelia viridis (Schlegel, 1872)